# Луп Труаский
Лу́п Труа́ский (Луп Труа́нский, Лу́пп Трикасси́нский, лат. Lupus Trecensis, греч. Λύκος τῆς Τρικάσσος, фр. Loup de Troyes) — христианский святой, почитаемый в католичестве и православии, епископ Труаский (426—478/479).

## Биография
Луп родился в городе Тулл Левкорский около 393 года (по другим источникам — около 383 года). Происходил из знатной галло-римской семьи. C ранних лет отличался благочестием и способностью к учению.
Женился на Пимениоле, сестре святого Илария Арльского, однако после нескольких лет совместной жизни супруги расстались по обоюдному согласию. Луп удалился в Леринский монастырь, незадолго до того основанный святым Гоноратом.
В 426 году Лупа избрали епископом города Трикассы. Однако это не повлияло на его образ жизни, который по-прежнему оставался строго аскетическим. В 446 году собор епископов послал его, вместе с Германом Осерским, в Британию, для борьбы с распространившейся там ересью — пелагианством.
В 451 году он спас Трикассы от нашествия гуннов. Узнав об их приближении, он принялся горячо молиться. Затем он вышел к вождю гуннов Аттиле и убедил его пощадить город. Однако Аттила, уводя своё войско, потребовал, чтобы Луп его сопровождал. Впоследствии, когда Луп вернулся, многие стали подозревать, что он стал осведомителем гуннов. Ему пришлось на несколько лет удалиться и вести уединённый образ жизни. Затем он вернулся в Трикассы, где продолжил епископское служение.
Святой Луп умер 29 июля 478 либо 479 года. Его похоронили в окрестностях Трикасс; позднее на его могиле был возведён монастырь. Память святого отмечается 29 июля (11 августа).
Сохранилась переписка святого Лупа с Сидонием Аполлинарием. В одном из писем Сидоний называет его «отцом отцов» и «епископом епископов».